# هوغو بوينو (لاعب كرة قدم)
هوغو بوينو (بالإسبانية: Hugo Bueno)‏ هو لاعب كرة قدم إسباني، ولد في 18 سبتمبر 2002 في غوندومار في إسبانيا.